# Tático Integrado de Grupos de Repressão Especial

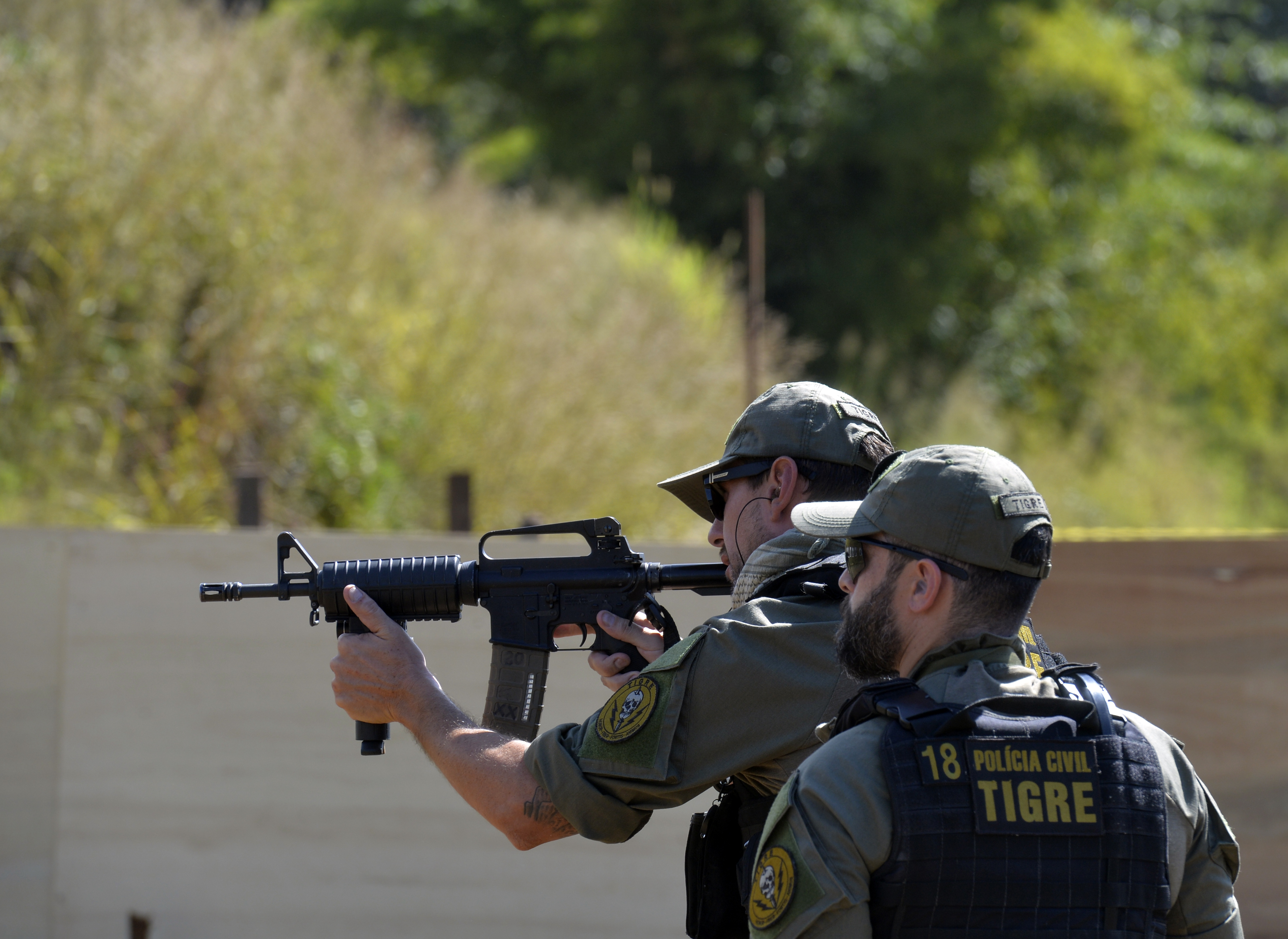
TIGRE-Mitglieder bei einer Übung im Vorfeld der Olympischen Sommerspiele 2016

Tático Integrado de Grupos de Repressão Especial oder kurz TIGRE ist eine Spezialeinheit der Polícia Civil do Paraná. Die Einheit wurde gegründet, nachdem einige Polizisten aus Parana einen Kurs in Rio de Janeiro, durchgeführt von der spanischen Spezialeinheit GEO, besucht hatten. Offiziell wurde dann die Einheit am 10. Oktober 1990 per Dekret gegründet. Die Aufgabe der Einheit besteht in erster Line in der Geiselbefreiung. Die Einheit organisiert sich in ein Verhandlungsteam, ein Aufklärungs- und Unterstützungsteam und ein Rettungsteam.